# När Bengt och Anders bytte hustrur (1950)
När Bengt och Anders bytte hustrur är en svensk dramafilm från 1950 i regi av Arthur Spjuth.

## Handling
På landsbygden. Bonden Bengt Bengtsson är snål samtidigt som hans hustru gärna sätter sprätt på sparpengarna. Grannen Anders Persson snålar inte utan drar in rinnande vatten i huset medan hans hustru tycker att han borde spara pengarna. I en dröm byter de fruar med varandra.

## Om filmen
Filmen premiärvisades den 23 december 1950 på biografen Astoria i Stockholm. Inspelningen av filmen utfördes vid Sandrewateljéerna i Stockholm med exteriörer från Deglinge gård vid Rydboholms slott med flera platser runt Stockholm av Hilding Bladh och Hilmer Ekdahl. Som förlaga hade man Felix Körlings pjäs När Bengt och Anders bytte hustrur som uruppfördes på Hagateatern i Stockholm 1916. Pjäsen har tidigare spelats in 1925 med Thure Alfe som regissör, se När Bengt och Anders bytte hustrur (1925).

## Roller
- John Elfström – Bengt Bengtsson från Blåsekulla, bonde
- Emy Hagman – Britta, hans hustru
- Sigge Fürst – Anders Persson, bonde
- Rut Holm – Stina, hans hustru
- Sigbrit Molin – Karin, Bengtssons dotter
- Bengt Blomgren – Gustaf, Perssons son
- Gustaf Lövås – Petter Jönsson, auktionsförrättare
- John Botvid – Bast, handelsman
- Axel Högel – präst
- Margit Aronsson – Viveka, ryttmästarens dotter
- Birger Sahlberg – lantbrevbärare
- John Melin – hotellvärd
- Georg Skarstedt – agent för sanitetsanläggningar
- Martin Ljung – trafikpolis
- Gösta Bodin – hotellvaktmästare

## Filmmusik i urval
- Kungliga Södermanlands Regementes marsch, kompositör Carl Axel Lundvall
- Mjölkningsvisan, kompositör Skånska Lasse, text Einar Molin och Karl-Ewert
- Kovan kommer, kovan går, text Emil Norlander, till folkmelodi
- I sommarens soliga dagar, text Gustaf Emanuel Johansson, till folkmelodi
- Ett öre mer för mjölken, kompositör och text Ulf Peder Olrog
- Jag vill inte gifta mej med Stina, kompositör och text Ulf Peder Olrog
- Helan går
- Jungfrun gick åt killan